# Daimler-Benz DB 605
Daimler-Benz DB 605 byl německý letecký motor, vyráběný za druhé světové války, vyvinutý z motoru DB 601. Byl to kapalinou chlazený, invertní vidlicový dvanáctiválec. Montoval se do především do stíhaček Messerschmitt Bf 109 a Bf 110. Licenčně se vyráběl i v Itálii, kde se montoval do stíhacích letounů Macchi MC.205, Fiat G.55 a Reggiane Re-2005. Po válce byla v krásnobřezenském skladu v Ústí nad Labem obrovská zásoba těchto motorů, byla však zničena během požáru (který předcházel ústeckému masakru), což si později vynutilo osazovat draky Messerschmittů Bf 109 při poválečné výrobě motorem Jumo 211 (označení takto vzniklého letounu bylo Avia S-199).

## Vývoj a konstrukce
Rozdíl mezi typem 605 a jeho předchůdcem DB 601 spočívá hlavně v jejich zdvihovém objemu, maximálních otáčkách, vyšším kompresním poměru a výkonnějším kompresoru přeplňování. Technici tehdy použili stejný blok jako pro 601, převrtaný o pouhé 4 mm (u tak velkého dvanáctiválcového motoru to ovšem znamená zvýšení objemu ze 33,9 l na 35,7 l). Pozměněním časování ventilů dosáhli lepšího plnění válců, což umožnilo motoru vyšší max. otáčky (ze 2 600 na 2 800) a zvýšilo jeho výkon. Nárůst výkonu po těchto úpravách činil cca 1200 k, ovšem za cenu zvýšení hmotnosti ze 700 na 756 kg. Modernizován byl také kompresor, který byl automaticky ovládán hydromechanickou spojkou, v závislosti na atmosférickém tlaku, a motor tak lépe zvládal změny nadmořské výšky.
Zbytek zůstal oproti tehdy 10 let starému DB 601 nezměněn. Oba používaly zdvojené magnetové zapalování Bosch se dvěma svíčkami na válec, ventilový rozvod OHC, chlazení kapalinou, mechanické přímé vstřikování paliva plněné čerpadlem o tlaku 90 bar a mazání ze samostatné 35litrové olejové nádrže, hnané třemi čerpadly.
Typ 605 byl stejně jako 601 konstruován pro 87 oktanové palivo. Ovšem v roce 1944 byly představeny modernizované 605AM spalující 100 oktanové palivo, a vybaveny systémy MW 50 (vstřikování směsi metanolu a vody do kompresoru) a GM-1 (vstřikování oxidu dusného do sacího potrubí).
Takto upravené podávaly krátkodobě vzletový výkon až 1 775 k. Vyráběny byly v různých dalších variantách kombinujících systémy MW 50, GM-1 a typy používaných paliv.

## Varianty

### Vyráběné verze

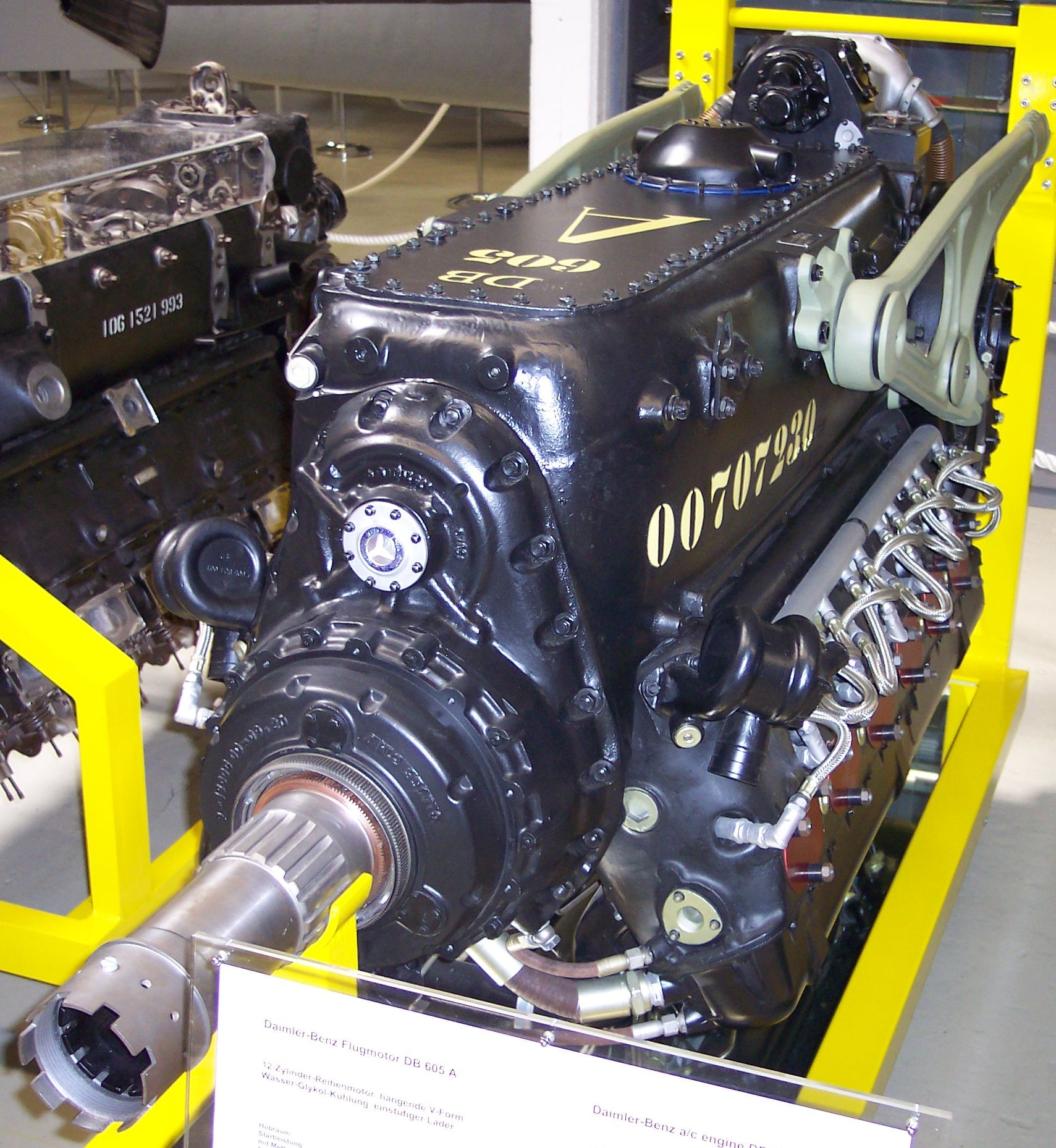
Daimler-Benz DB 605A

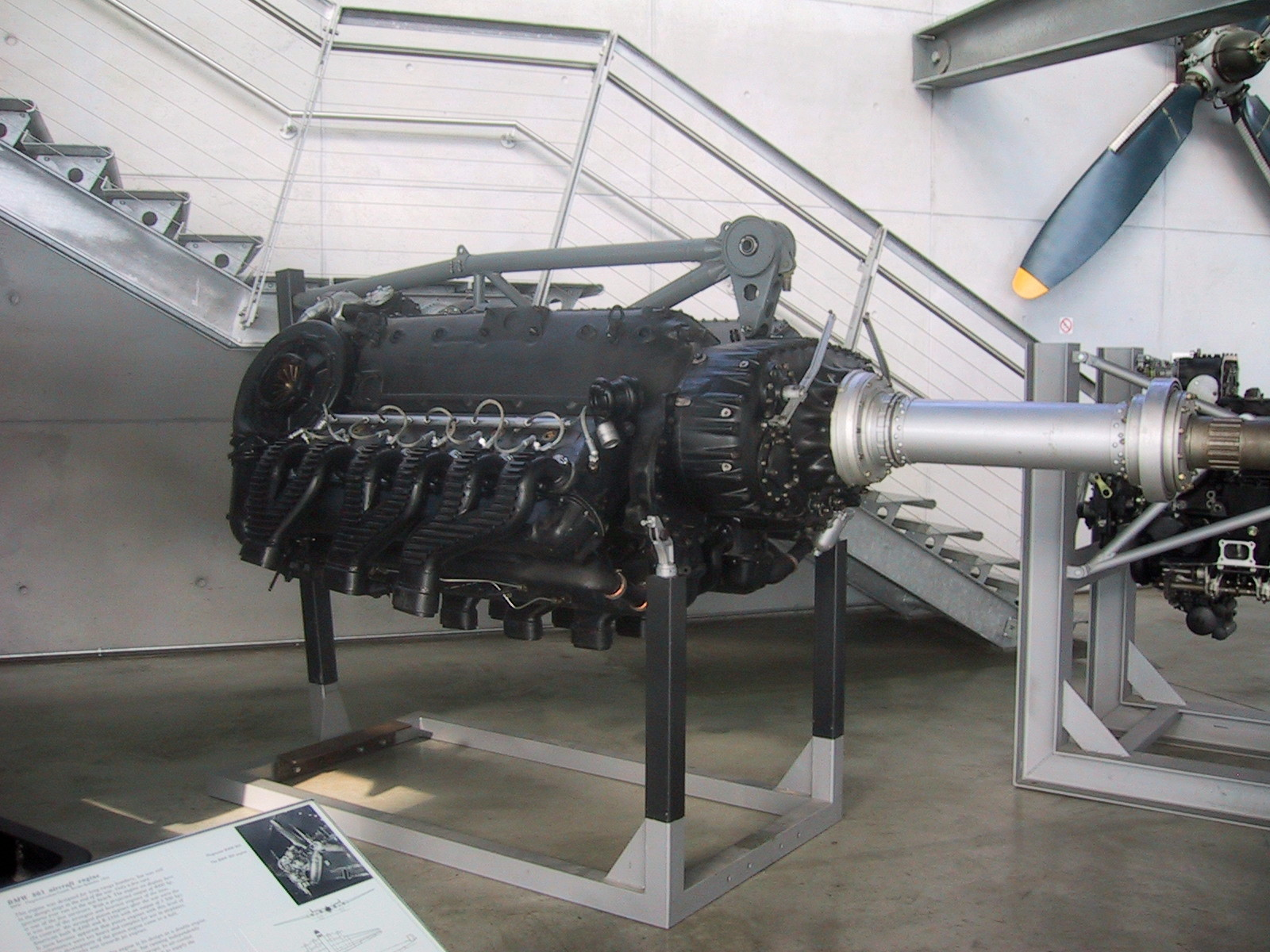
DB 610

- DB 605 A(M)

Běžný motor pro stíhačky; výkon do 1 475 PS, 605 AM s vstřikováním MW 50 do 1 800 PS
- - DB 605 B

Stejný jako 605 A, ale pro dvoumotorové letouny jako Bf 110, Me 210 (jiný poměr otáček vrtule/motor)
- DB 605 AS(M)

Výšková verze motoru 605 A s větším kompresorem z motoru DB 603; výkon do 1 435 PS; ASM se vstřikováním MW-50 a výkonu do 1 800 PS
- - DB 605 ASB(M)

Výšková verze 605 AS z konce války, používající palivo B4; ASBM se vstřikováním MW-50 a výkonu do 1 800 PS
- - DB 605 ASC(M)

Výšková verze motoru 605 AS z konce války, palivo C3; ASCM se vstřikováním MW-50 a výkonu do 2 000 PS
- DB 605 D(M)

První DB 605 D verze, s vstřikováním MW-50; výkon do 1 700 PS
- - DB 605 DB(M)

Vylepšená 605 DM, s vstřikováním MW-50; první verze s výkonem do 1 850 PS, později snížen na 1 800 PS, palivo B4
- - DB 605 DC(M)

Vylepšená verze 605 DM, s vstřikováním MW-50; výkon do 2000 PS, palivo C3
- DB 610

Dva motory DB 605 spojeny pro pohon jedné vrtulové hřídele; používaly se v letounech Heinkel He 177

### Prototypy a další verze
- DB 605 BS

Navrhovaná verze pro dvoumotorový letoun; odvozena z DB 605 AS
- DB 605 E

Navrhovaná verze pro dvoumotorový letoun; odvozena z DB 605 D
- DB 605 L

Podobný jako DB 605 D, ale s dvoustupňovým kompresorem, výkonem nad 2 000 PS
- DB 616: Další vývoj DB 605.
- DB 620: Spojené motory DB628.
- DB 621: Projekt DB605 s dvoustupňovým kompresorem
- DB 625: Přeplňovaná verze DB605
- DB 628: DB 605 s dvoustupňovým kompresorem, zrušena v březnu 1944.

## Specifikace (DB 605AM)
(během vývoje znám také jako DB 605 G)

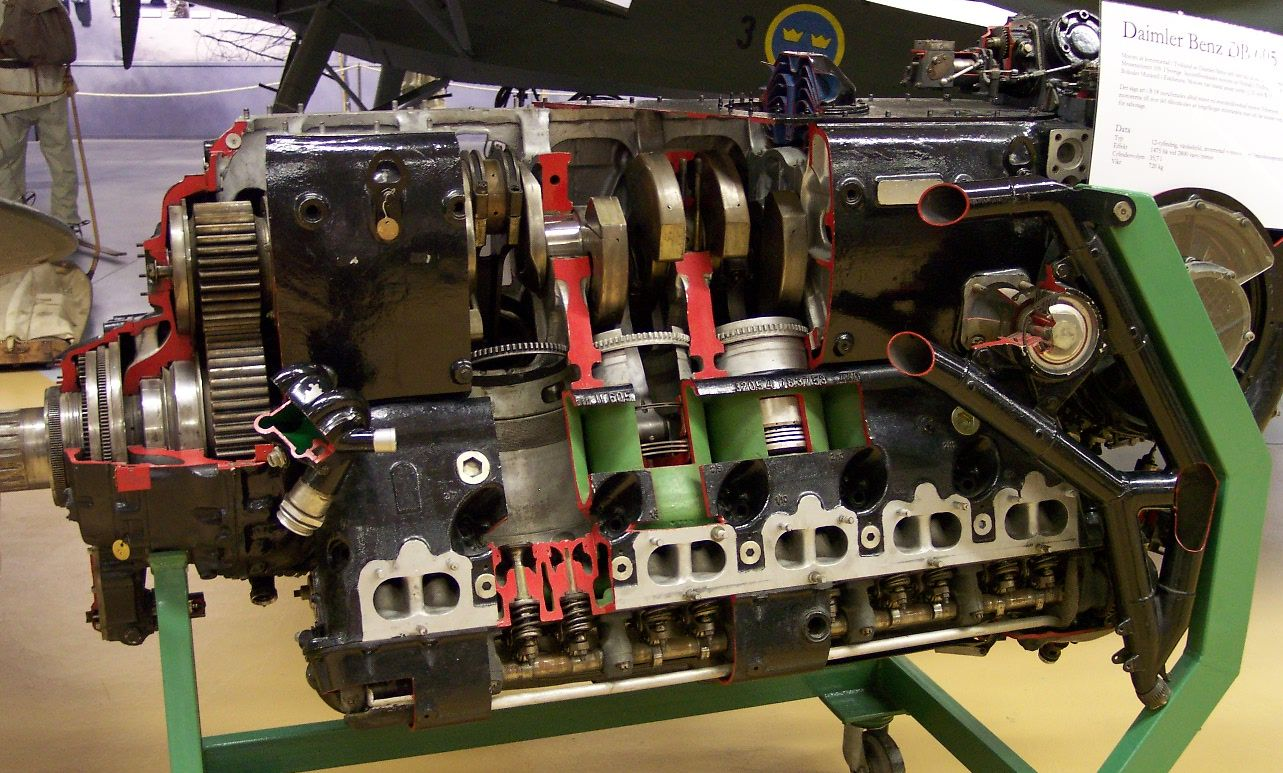
V řezu

### Technické údaje
- Typ: Kapalinou chlazený, přeplňovaný, pístový, invertní, letadlový dvanáctiválec do V (60°)
- Vrtání: 154 mm
- Zdvih: 160 mm
- Objem válců: 35,7 l
- Délka: 2 303 mm
- Suchá hmotnost: 730 kg

### Součásti
- Ventilový rozvod: Dva sací ventily a dva sodíkem chlazené výfukové ventily na jeden válec, rozvod OHC.
- Kompresor: Jednostupňový, odstředivý kompresor s proměnnými otáčkami, poháněný přes barometricky regulovanou spojku
- Palivová soustava: Přímé vstřikování
- Mazací soustava: Suchá kliková skříň s jedním tlakovým a dvěma odsávacími čerpadly
- Chladicí soustava: Chlazení kapalinou s přetlakem

### Výkony
- Výkon:
  - 1 325 kW (1 800 PS – 1 775 hp) při 2 800 ot/min. (vzletový výkon s přidáváním MW-50 do válců)
  - 1 250 kW (1 700 PS – 1 675 hp) při 2 800 ot/min. ve 4 000 m (13,120 ft) pro maximální výkon s přidáváním MW-50 do válců.
  - 895 kW (1 080 PS – 1 065 hp) při 2 300 ot/min. v 5 500 m (18 000 ft) pro nepřetržitý výkon
- Měrný výkon: 35 kW/l
- Kompresní poměr: 7.5/7.3:1 s 87 oktanovým benzínem; 8.5/8.3:1 se 100 oktanovým benzínem
- Poměr výkon/hmotnost: 1,68 kW/kg